# José González Joly
José del Carmen González Joly (sinh ngày 5 tháng 5 năm 1991) là một cầu thủ bóng đá người Panama hiện tại thi đấu cho Unión Comercio ở Peru.
Vào tháng 5 năm 2018 anh có tên trong đội hình sơ loại 35 người của Panama tham dự Giải vô địch bóng đá thế giới 2018 ở Nga.